# Михайло Миколайович (Романов)
Великий князь Миха́йло Микола́йович Рома́нов (рос. Михаил Николаевич Романов; 25 жовтня 1832, Петергоф — 18 грудня 1909, Канни) — четвертий і останній син російського імператора Миколи I та його дружини імператриці Олександри Федорівни; військовий і державний діяч, генерал-фельдмаршал (1878), генерал-фельдцейхмейстер (1852).
Голова Державної Ради Російської імперії (1881—1905); голова Олександрівського комітету поранених; почесний віце-президент Михайлівської військової артилерійської академії; почесний член Миколаївської академії Генерального штабу, Миколаївської інженерної та Військово-медичної академій; почесний член Російського географічного товариства.

## Життєпис
Від самого народження зарахований в шефи лейб-гвардії кінно-гренадерського полку. Дитячі роки провів під безпосереднім наглядом батьків, здобувши домашню освіту.
У 13-річному віці отримав свій перший офіцерський чин поручника, а за два роки вступив на дійсну військову службу до лейб-гвардії 2-ї артилерійської бригади. У 18 років — проведений у полковники, у 20 — в генерал-майори із зарахуванням до свити імператора, призначений бригадним командиром гвардійської кінної артилерії і генерал-фельдцейхмейстером (тобто головним начальником артилерії).
З початком Кримської війни Михайло Миколайович разом із своїм братом Миколою перебував у діючій армії. За участь у битві на Інкерманських висотах 7 листопада 1854 року був нагороджений орденом Святого Георгія 4-го ступеня.
У лютому 1860 року Великий Князь Михайло Миколайович призначений Головним начальником військово-навчальних закладів Російської Імперії, а в серпні того ж року проведений у генерали від артилерії.
З грудня 1862 року і протягом 20 років Михайло Миколайович — намісник Кавказу і головнокомандувач Кавказькою армією. За підкорення Чечні, Дагестану, Західного Кавказу і жорстокого закінчення Кавказької війни був нагороджений орденом Святого Георгія 2-го ступеня.
Під час російсько-турецької війни 1877—1878 років Великий князь особисто прибув на фронт і взяв на себе керівництво операцією. 22 жовтня 1877 року Михайло Миколайович був нагороджений орденом Святого Георгія 1-го ступеня «за розбиття наголову кавказькими військами під особистим проводом Його Високості армії Мухтара-намі в кровопролитному бою 3 жовтня 1877 року на Аладжинських висотах і примусу більшості оної скласти зброю.»
У квітні 1879 року Великий князь Михайло Миколайович за відзнаку в російсько-турецькій війні був проведений у генерал-фельдмаршали. Він став останнім представником Будинку Романових, відзначеним настільки високим військовим чином. Ніхто після Великого князя Михайла Миколайовича більше не мав всіх вищих військових і цивільних нагород Російської імперії і чин генерал-фельдмаршала. Це стало вершиною військової слави Великого князя.
13 липня 1881 року імператор Олександр III призначив Великого князя Михайла Миколайовича головою Державної ради Російської імперії. На цій посаді він перебував до 1905 року, коли за станом здоров'я не зміг більше виконувати свої обов'язки.
Помер на своїй віллі в Каннах, на півдні Франції. Похований 5 січня 1910 року в Санкт-Петербурзі у Великій усипальниці собору Святих першоверховних апостолів Петра і Павла.

## Зв'язки з Україною
У 1802 році вдова князя В'яземського продала землі, де розташовувалося село Покровське, придворному барону Штігліцу. А в 1861 р. у Покровському було створено економію і цього ж року продано великому князю Михайлу Миколайовичу.
В 1893-му році на землях великого князя Михайла Романова височів хопр шахти «Віра» — це була перша шахта, друга — «Надія», третя «Любов», четверта — «Софія». Шахти хрестили за церковними святами.
11 грудня 1905 року селяни, що працювали в Покровській економії, за участі шахтарів розгромили економію великого князя.